# シュミット反応
シュミット反応（シュミットはんのう、Schmidt reaction）は、化合物を酸性条件下においてアジ化水素で処理した際に起こる化学反応のことである。いずれも転位反応であるため、シュミット転位（シュミットてんい、Schmidt rearrangement）とも呼ばれる。
この反応には多くのパターンがある。
カルボン酸とアジ化水素を反応させるとカルボン酸アジドを経てイソシアン酸エステルが得られる。シュミット反応と言った場合には、この反応を指すことがもっとも多い。クルチウス転位と関連する反応であるが、カルボン酸から直接イソシアン酸エステルが得られる点が異なる。この点でジフェニルリン酸アジドを用いるクルチウス転位の変法は、シュミット反応に近い。
ケトンとアジ化水素を反応させるとカルボニル基の隣りにNHが挿入されたカルボン酸アミドが得られる。この反応はベックマン転位と類似している。反応機構はカルボニル基にアジ化水素が求核付加した後、ヒドロキシ基が脱離することでベックマン転位でのオキシムに対応するR2C=N-N+≡Nという反応中間体が生成し、その後ベックマン転位と同様のアルキル基の転位が進行するというものである。アルデヒドに対してアジ化水素を反応させた場合、ベックマン転位の場合と同様にニトリルが生成する。
第三級アルコールやアルケンのように酸性条件でカルボカチオンを生成する基質とアジ化水素を反応させると、生じたカルボカチオンをアジドがトラップしてアルキルアジドが生成した後、アルキル基の窒素上への1,2-転位を伴って窒素分子が脱離し、N-アルキルイミンが生成する。
アジ化水素は猛毒で爆発性を持つため、通常は硫酸中にアジ化ナトリウムを加えてin situで発生させる。それでも危険な反応であるため細心の注意を払って行なう必要がある。